# J.B. Louvet
J. B. Louvet is een historisch merk van motorfietsen.
De bedrijfsnaam was Ets. J.B. Louvet, Argenteuil.
Het was een Frans merk dat van 1926 tot 1930 173- en 246 cc Aubier Dunne-tweetakten en 348- en 498 cc JAP-eencilinders inbouwde.